# I. e. 152
Évszázadok: i. e. 3. század – i. e. 2. század – i. e. 1. század
Évtizedek: i. e. 200-as évek – i. e. 190-es évek – i. e. 180-as évek – i. e. 170-es évek – i. e. 160-as évek – i. e. 150-es évek – i. e. 140-es évek – i. e. 130-as évek – i. e. 120-as évek – i. e. 110-es évek – i. e. 100-as évek
Évek: i. e. 157 – i. e. 156 – i. e. 155 – i. e. 154 –  i. e. 153 – i. e. 152 – i. e. 151 – i. e. 150 – i. e. 149 – i. e. 148 – i. e. 147

## Események

### Róma
- Lucius Valerius Flaccust és Marcus Claudius Marcellust választják consulnak.
- Marcellus consul 8500 katonával megérkezik Hispániába hogy leverje a keltiberek lázadását. A consul tárgyalásokat kezdeményez a törzsekkel és békét köt velük. A szenátus azonban nem hajlandó a békés megoldásra és Lucius Licinius Lucullust küldi a leváltására. Marcellus még az új consul megérkezése előtt elfogadja Numantia és több törzs megadását, így véget vet a háborúnak.
- Atilius Seranus praetor elfoglalja a felkelő luzitánok fővárosát, Oxthracae-t, de mikor téli szállására vonul, azok ismét fellázadnak.
- Cato vezetésével ismét békéltető követség indul Karthágóba, hogy rendezze a numidákkal való határvitákat. Cato visszatérése után még határozottabban követeli Karthágó elpusztítását.

### Hellenisztikus birodalmak
- Alexandrosz Balasz szeleukida trónkövetelő elnyeri a római szenátus jóváhagyását, majd Júdeába, Ptolemaiszba hajózik. Tárgyalásokat kezd Jonatán Makkabeussal, és hivatalosan is megígéri neki a jeruzsálemi főpapi címet. Jonatán átáll az ő oldalára.
- Meghal VI. Ptolemaiosz egyiptomi fáraó legidősebb fia és trónörököse, a 12 éves Ptolemaiosz Eupatór.
- Rodoszi Leónidasz negyedszer is megnyeri az olimpiai játékok minden számát, amelyen indul. Tizenkét győzelmével abszolút rekordot állít fel az ókori világban.

## Halálozások
- Marcus Aemilius Lepidus, római hadvezér és államférfi
- Marcus Porcius Cato Licinianus, római jogász, idősebb Cato fia

## Fordítás
- Ez a szócikk részben vagy egészben  a(z)   152 av. J.-C. című francia Wikipédia-szócikk ezen változatának fordításán alapul.  Az eredeti cikk szerkesztőit annak laptörténete sorolja fel. Ez a jelzés csupán a megfogalmazás eredetét és a szerzői jogokat jelzi, nem szolgál a cikkben szereplő információk forrásmegjelöléseként.